# Відставка

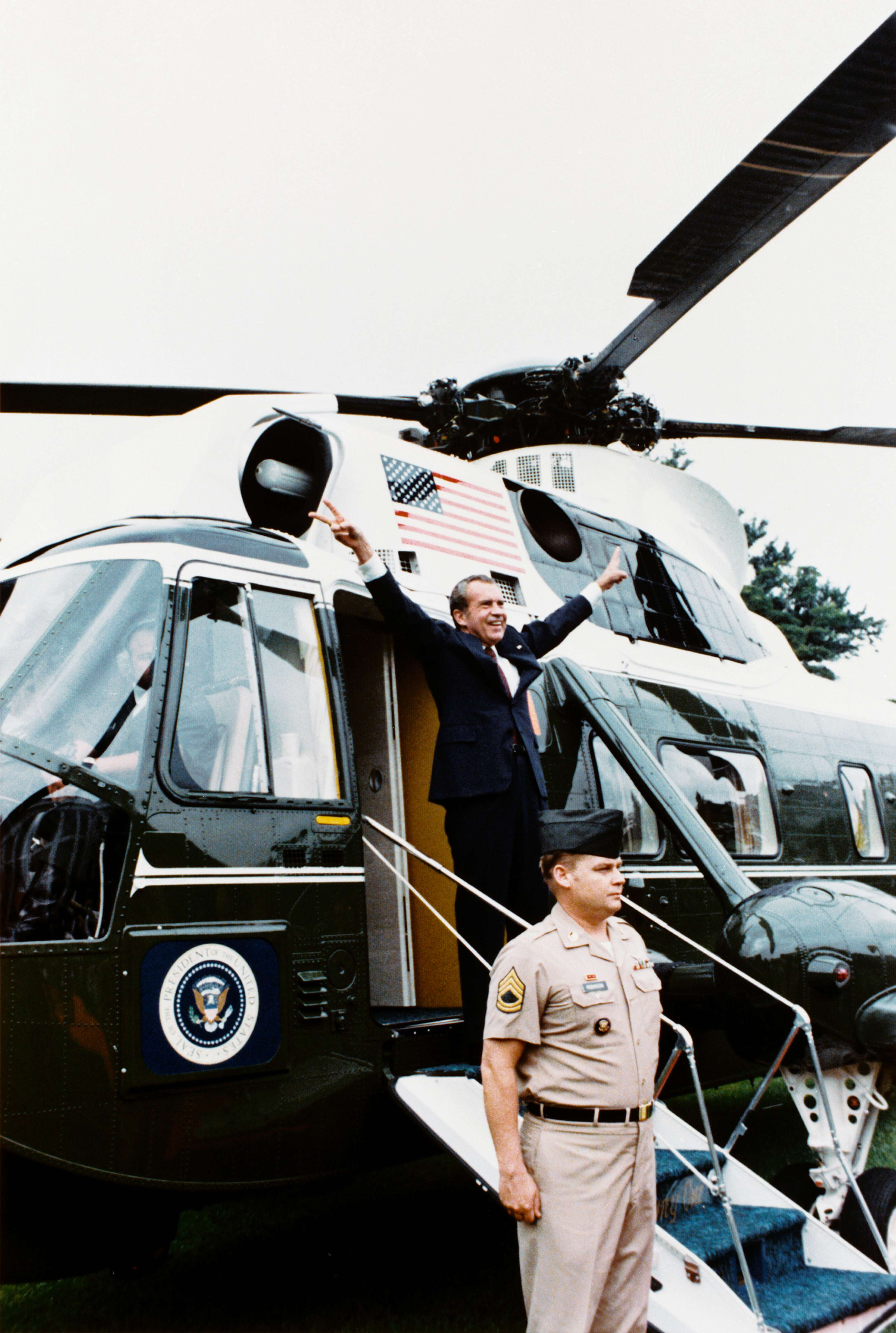
Останній прощальний жест Президента США Ніксона після оголошення про його відставку

Відставка — це припинення державної або прирівняної до неї служби службовцем, який займає посаду, за його письмовою заявою.
1. у Російській імперії з 18 столітті відставка в широкому сенсі — всяке звільнення від державної служби (військової і цивільної), у тому числі і на прохання особи, що звільняється. Примусова відставка могла вироблятися за рішенням суду або адміністративним розпорядженням.
2. Один з видів звільнення офіцерів, генералів і адміралів з військової служби в Радянських Збройних Силах. Відповідно до закону «Про загальний військовий обов'язок» (1967) офіцери, генерали, адмірали, маршали родів військ, адмірали флоту, що досягли граничних віків стану в запасі або звільнені з військової служби за станом здоров'я, знімаються з військового обліку і переводяться в відставку. Право носіння військової форми одягу із знаками розрізнення та відмінності встановлюється наказом про звільнення в відставку.
3. У практиці деяких держав відставка уряду або голови виконавчої влади (наприклад, президента в США) — складання вказаними особами своїх повноважень в зв'язку з винесенням уряду вотуму недовір'я або осуду, внутрішніми розбіжностями в уряді тощо.
4. Відставка державного службовця — припинення державної служби службовцем, який займає посаду першої або другої категорії, за його письмовою заявою. Підставами для відставки є:
  1. принципова незгода з рішенням державного органу чи посадової особи, а також етичні перешкоди для перебування на державній службі;
  2. примушування державного службовця до виконання рішення державного органу чи посадової особи, яке суперечить чинному законодавству, що може заподіяти значної матеріальної або моральної шкоди державі, підприємствам, установам, організаціям або об'єднанням громадян, громадянину;
  3. стан здоров'я, що перешкоджає виконанню службових повноважень (за наявності медичного висновку).